# Dalhems IP
Dalhems IP, även kallad Dalhemsparken, är en idrottsplats på Kirseberg Malmö. Idrottsplatsen består av två fotbollsplaner, varav en huvudplan med läktare. Dalhems IP har en kapacitet för 750 åskådare. Dalhems IP ligger granne med den tidigare Kirsebergsanstalten. BK Flagg och Kirsebergs IF delade länge på Dalhems IP fram till att KIF flyttade till Kirsebergs IP. Även Segevångs FK hade Dalhems IP som hemmaplan.  

## Historia
Idrottsplatsen har byggt ut i två omgångar och anlades på mark som tidigare var ett trädgårdsmästeri. Den första planen anlades på 1950-talet, närmst Norra Bulltoftavägen. På 1960-talet tillkom planen närmst Lundavägen. Platsen för idrottsplatsen har även omnämnts som Dalhemsparken innan Dalhems IP anlades.  
1977 genomförde Kevin Keegan ett träningspass på Dalhems IP. De två följande åren vann han Ballon d'Or.

## Publik
Publikrekordet för idrottsplatsen slogs 19 oktober 1985 när Kirsebergs IF tog emot Karlstad i en kvalmatch för avancemang till Division 2 i fotboll för herrar (1928–1986). 4 300 betalande åskådare såg Kirsebergs IF förlora med 1-2. 
Det var inte ovanligt att fångarna på anstalten såg matcher från sina fönster under tiden Kirsebergsanstalten var öppen. 